# Tóth Károly (irodalomkritikus)
Tóth Károly (Vágsellye, 1959. február 27. – 2016. szeptember 10. előtt) szlovákiai magyar irodalomkritikus, tudományszervező, szerkesztő, politikus, a Fórum Kisebbségkutató Intézet igazgatója.

## Életpályája
Tanulmányait Vághosszúfalun és Vágsellyén végezte, majd a galántai magyar gimnáziumban érettségizett. Ezt követően a pozsonyi Comenius Egyetemen szerzett magyar–történelem szakos tanári oklevelet 1983-ban. Előbb segédmunkásként dolgozott a vágsellyei DUSLO vegyi kombinátban, majd 1987–1990 között a Madách Könyv- és Lapkiadó szakszerkesztője lett.
A rendszerváltás idején a Független Magyar Kezdeményezés, később Magyar Polgári Párt egyik alapítója, 1990–1991-ben elnöke, 1991–1992-ben főtitkára, majd 1998-ig alelnöke volt.
1996 óta a Fórum Kisebbségkutató Intézet igazgatója, később a Szlovákiai Magyarok Kerekasztalának szóvivői tisztségét is betöltötte. Részt vett az amatőr színházi mozgalomban, a vágsellyei és a pozsonyi klubéletben, a Csehszlovákiai Magyar Kisebbség Jogvédő Bizottsága munkájában, az Iródia, a Magyar P.E.N. Club Pozsony alapító tagja.

## Elismerései
- 2003 A Szlovák Köztársaság Ezüstplakettje
- 2007 Magyar Köztársasági Arany Érdemkereszt
- 2009 Arany János-érem[3]
- 2014 Magyar Érdemrend Tisztikeresztje (polgári tagozat)
- 2016 Civil Társadalom Fejlesztéséért Díj[4]
- 2021 Ľudovít Štúr-érdemrend III. fokozata (in memoriam)[5]

## Emlékezete

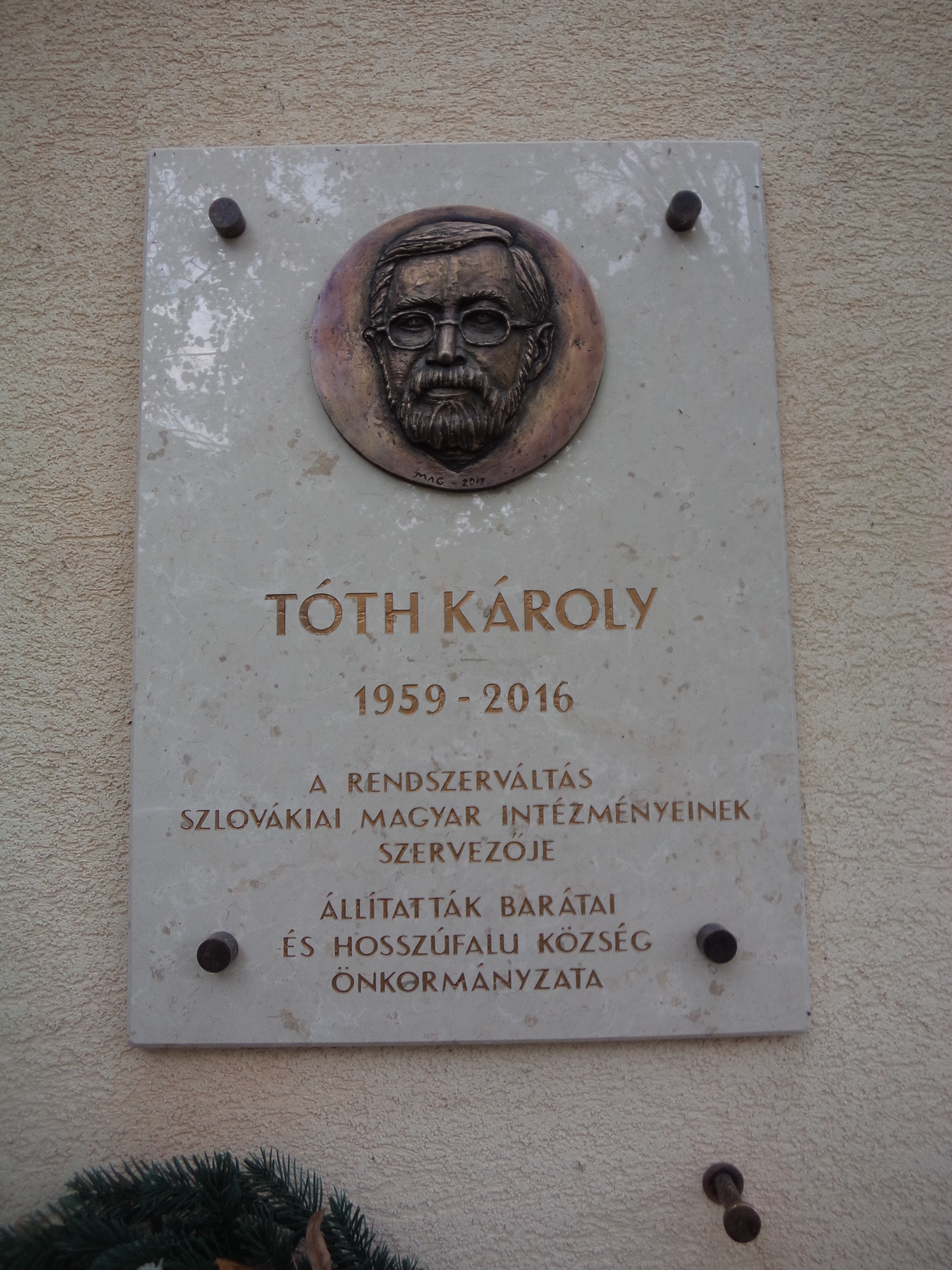
Vághosszúfalu

- 2017-ben Vághosszúfalun avatták fel emléktábláját[6]
- 2025 Gombaszög, mellszobor[7]

## Művei
- 2001 Egy falu az etnikai peremvidéken: Vághosszúfalu